# Italy Star
Pour les articles homonymes, voir Italy (homonymie).
La Italy Star (Étoile de l'Italie) est une des 8 étoiles de campagnes de la Seconde Guerre mondiale. Il s'agit d'une décoration militaire britannique décernée aux soldats du Royaume-Uni et du Commonwealth of Nations (plus rarement aux étrangers).

## Conditions d'attributions
Cette décoration britannique est décernée aux militaires du Commonwealth et aux étrangers servants sous uniforme britannique en reconnaissance d'au moins une journée de service en Italie entre le 11 juin 1943 et le 8 mai 1945 (jour de la fin de la guerre en Europe).
Cette médaille est attribuée sans conditions de durée en cas de blessure, de décès et pour les prisonniers de guerre ainsi que pour ceux qui ont reçu une citation (Mentioned in Despatch) ou une décoration pour conduite valeureuse ou extraordinaire au feu (Victoria Cross, Distinguished Service Order, Military Cross, Military Medal, etc.).

## Aspect de la Décoration

### Description
La décoration "Italy Star" est une étoile en bronze de 44 mm de hauteur et de 38 mm de largeur. L'étoile possède six branches avec en son centre les initiales du roi George VI, surmontées de la couronne royale, et entourées de la légende : THE ITALY STAR. Au revers, le nom du récipiendaire peut y être apposé (plus rarement) ainsi que son matricule.

### Ruban
Le ruban est composé de bandes d'égale largeur rouge, blanc, vert, blanc et rouge représentant les couleurs de l'Italie.

## Particularités
Il s'agit de la septième de la série de 8 étoiles de campagne dont l'aspect est semblable à toutes les autres, à savoir : 1939-45 Star, Atlantic Star (en), Air Crew Europe Star, Africa Star, Pacific Star, Burma Star, Italy Star et France and Germany Star. Seule la légende est propre à chaque médaille.